# Осока Хоста
Осока Хоста (лат. Carex hostiana) — вид цветковых растений рода Осока, произрастающий в Европе и северо-восточной Канаде и вымерший в Массачусетсе. Вид является представителем комплекса видов Carex flava.

## Описание
Корневищная многолетняя осока может быть вечнозелёной или листопадной. У неё прямые стебли с треугольным поперечным сечением длиной от 25 до 60 см. Линейные листья на цветоносных стеблях имеют длину до 14 см и ширину от 1,5 до 4,5 мм. Соцветия находятся на кончике стебля в виде длинных шипов длиной от 5 до 70 мм.

## Таксономия
Вид был впервые формально описан ботаником Огюстеном Пирамом Декандолем в 1813 году в работе «Catalogus Plantarum Horti Botanici Monspeliensis». Он имеет три гомотопических синонима: Carex fulva, Trasus fulvus и Trasus hostianus и 13 гетеротипических синонимов, включая: Carex armena, Carex biformis, Carex fulvescens и Carex subsalsa.

## Распространение
В Европе ареал вида простирается от Испании на западе до Украины на востоке и от Италии и Греции на юге до Финляндии, Норвегии и Швеции на севере. В Северной Америке он встречается в канадских Квебеке и Ньюфаундленде.

## Охрана
Осока Хоста занесена в Красную книгу Республики Беларусь как вид, находящийся под угрозой исчезновения (1 категория).